# ليل تيجاي
ليل تيجاي (بالإنجليزية: Lil Tjay) هو مغني ورابر أمريكي ولد في 20 أبريل 2001.

## روابط خارجية
ليل تيجاي على موقع ميوزك برينز (الإنجليزية)
- ليل تيجاي على موقع أول ميوزيك (الإنجليزية)
- ليل تيجاي على موقع ديسكوغز (الإنجليزية)